# Ferdinanda Mündelein
Ferdinanda Mündelein SSpS (* 13. Juni 1886 in Paderborn; † 6. Februar 1944 in der Bismarcksee) war eine deutsche Steyler Missionsschwester und Märtyrin.

## Leben
Gertrud Mündelein, eines von 11 Kindern eines Tischlermeisters, trat am 23. Mai 1908 im Alter von 21 Jahren in Steyl in das Missionshaus der Steyler Missionsschwestern ein. Sie begann am 8. Dezember 1908 das Noviziat unter dem Ordensnamen Ferdinanda (nach dem heiligen Ferdinand). Die Zeitlichen Gelübde legte sie am 22. Mai 1910 ab. Sie reiste am 7. August 1911 mit anderen nach Alexishafen in die Papua-Neuguinea-Mission, wo sie am 13. Juli 1919 die Ewigen Gelübde ablegte. Sie wirkte in Alexishafen und in der gesamten Mission als Malerin und Restauratorin.
Nach der Besetzung Neuguineas durch die japanischen Invasionstruppen 1942 wurde sie zusammen mit Bischof Franziskus Wolf und zahlreichen Mitbrüdern und Missionsschwestern in einem Sammellager auf der Vulkaninsel Manam interniert, wo sie an Unterernährung litten und an Malaria erkrankten. Am 5. Februar gingen sie unter Protest auf das japanische Transportschiff Yorishime Maru, das am 6. Februar nachts von der amerikanischen Luftwaffe angegriffen wurde. Es starben 46 Menschen, darunter Ferdinanda Mündelein. Eine Gedenkstätte befindet sich in Alexishafen.

## Gedenken
Die Römisch-katholische Kirche in Deutschland hat Schwester Ferdinanda Mündelein als Märtyrin in das deutsche Martyrologium des 20. Jahrhunderts aufgenommen.